# Brahek
Brahek je kratka trivrstična pesem, ki je lahko podobna haikuju (zlasti svobodnemu).

## Značilnosti
Značilnosti brahkov:
- tematsko/vsebinsko ni omejen s pravili
- lahko je lirski ali epski
- rima in ritem nista značilna za brahek, čeprav nista prepovedana
- tudi število zlogov je poljubno, ni pa smiselno, da bi posamezen verz imel več kot 10-12 zlogov
- lahko ima naslov, ni pa nujno
- tudi ločila v brahku so stvar avtorjeve izbire

Brahke je na portalu www.pesem.si uvedla Aleksandra Kocmut. Poimenovanje je skovanka iz besed branje in grahek: gre za pesmi, ki so drobne kot grahki, ker pa so to grahki za branje, so brahki.
V grščini brachys pomeni kratek.
Brahki niso:
- aforizmi
- pametne misli (z naukom ipd.)

"Brahki, pesniški sorodniki haikuja, so nastali kot besedna skovanka iz besed branje in grahki. Rezultat, tj. brahek, je tako trivrstičnica, podobna haikuju, še najbolj svobodnemu. Tu ne gre toliko za število zlogov in stroge metrične postavitve, temveč bolj za drobne verzne utrinke, ki odbleskavajo s površja lirske lepote. In lirične. Saj gre za posebno, pretanjeno in prefinjeno izpoved obenem.
Le-ta se oblikuje iz dvojnosti - z malim, skoraj najmanjšim obsegom pesmi narediti veliko, razsežno in učinkovito vsebino. Kot nekakšna majhna, nevidna pesniška bombica, ki jo pesnik vrže med bralce in v ugodnih razmerah to raznese in svoje razkošje razlije v bralca. Kocmutova je brez dvoma ustvarila take pogoje - z izčiščenim verzom, s premišljenim oblikovanjem besednih zvez in s celoto, ki se preplete v mrežo zvočnih in slikovitih izrazov. Pri tem gre za impresionistične trenutke sodobnega časa, ki pa segajo tudi izven časovnih meja. Bistvo je namreč prav v izokvirjanju, v procesu preseganja časa in oblikovanja večno aktualnih tem." 
David Bedrač, Mentor, letnik 32/številka 3/2011

## Oblike brahkov

### Brahek
Primer brahka (avtorica Aleksandra Kocmut):
Židko se prilepim v čas

med enim in drugim

srkljajem teme.

### Strok
Posebnost brahkov je, da jih lahko vežemo v stroke. Strok brahkov je sam po sebi že nova pesem, sestavljena iz posameznih brahkov, ki se dajo brati vsak zase (so polnopomenski, samostojni), hkrati pa imajo skupno rdečo nit, zaradi katere delujejo sinergično. Za stroke je priporočljivo, da imajo naslov.
Primer stroka brahkov (avtorica Aleksandra Kocmut):
ROPOTULJA BREZ RIŽA

Židko se prilepim v čas

med enim in drugim

srkljajem teme.

Ropotulja brez riža

v pozabi zavesti

(z)venim.

Svoj hod pletem kot venec:

izvir, potok, slap –

mlaka ali studenec?

Mudi se mi v nevihto.

Nočem teh par kapljic.

Naj me bliskne grom.

Speča še najdem

bombažne dotike

v zgrabkih zavesti.

## Objave
Brahki so bili doslej objavljeni v literarnih revijah Mentor, Apokalipsa, OtočjeO. in Vpogled ter v zbornikih Pesem si (2008-2015).
Leta 2015 je v samozaložbi izšla prva knjižna zbirka brahkov Zelike za dotike (Aleksandra Kocmut).